# Élections législatives de 1889 en Guadeloupe
Les élections législatives de 1889 en Guadeloupe ont eu lieu le 22 septembre dans le département de la Guadeloupe dans le cadre des élections législatives françaises de 1889, sous la IIIe République.

## Mode de scrutin
La Chambre des députés est composée de 576 sièges pourvus au Scrutin uninominal majoritaire à deux tours.
C'est un retour au scrutin majoritaire, après les élections de 1885 qui se sont déroulées au Scrutin de liste majoritaire à deux tours.
Le mode de scrutin suit la Loi organique du 30 novembre 1875 sur l'élection des députés.
Ainsi l'article 18 précise qu'il faut réunir pour être élu au premier tour :
- la majorité absolue des suffrages exprimés ;
- un nombre de suffrages égal au quart des électeurs inscrits.

Au deuxième tour la majorité relative suffit. En cas d'égalité c'est le plus âgé qui est élu.
Dans le département de la Guadeloupe, un seul député est à élire.

## Élus
| Circonscription | Député sortant         | Parti ou Nuance | Parti ou Nuance    | Groupe            | Député sortant         | Parti ou Nuance | Parti ou Nuance    | Groupe            |
| --------------- | ---------------------- | --------------- | ------------------ | ----------------- | ---------------------- | --------------- | ------------------ | ----------------- |
| 1re             | Gaston Gerville-Réache |                 | Radical            | Union des gauches | Gaston Gerville-Réache |                 | Radical            | Union des gauches |
| 2e              | Gaston Sarlat          |                 | Républicain modéré | Union des gauches | Émile Réaux            |                 | Républicain modéré | Union des gauches |

## Résultats

### Première circonscription
- Elle regroupe la côte sous-le-vent et le sud de la Basse-Terre, avec les communes de Deshaies, Pointe-Noire, Bouillante, Vieux-Habitants, Baillif, Saint-Claude, Basse-Terre, Gourbeyre, Vieux-Fort, Trois-Rivières, Capesterre-Belle-Eau, Goyave.
- S'y ajoute les trois communes de Marie-Galante, Saint-Barthélémy, Saint-Martin et les deux communes des Saintes.

| Candidat       | Candidat                 | Parti          | Premier tour | Premier tour |
| Candidat       | Candidat                 | Parti          | Voix         | %            |
| -------------- | ------------------------ | -------------- | ------------ | ------------ |
|                | Gaston Gerville-Réache * | Rad            | 4 435        | 97,92        |
|                |                          |                |              |              |
| Inscrits       | Inscrits                 | Inscrits       | 13 781       | 100,00       |
| Votants        | Votants                  | Votants        | 4 529        | 32,86        |
| Abstention     | Abstention               | Abstention     | 9 252        | 67,14        |
| Blancs et nuls | Blancs et nuls           | Blancs et nuls | 46           | 1,02         |
| Exprimés       | Exprimés                 | Exprimés       | 4 483        | 98,98        |

### Deuxième circonscription
- Elle regroupe toute la Grande-Terre, plus le nord de la Basse-Terre, avec les communes de Baie-Mahault, Lamentin, Petit-Bourg et Sainte-Rose.
- S'y ajoute la commune insulaire de La Désirade.

| Candidat       | Candidat        | Parti          | Premier tour | Premier tour |
| Candidat       | Candidat        | Parti          | Voix         | %            |
| -------------- | --------------- | -------------- | ------------ | ------------ |
|                | Émile Réaux     | Rép mod        | 4 487        | 51,24        |
|                | Auguste Isaac   | Rad            | 4 263        | 48,68        |
|                | Gaston Sarlat * | Rép mod        | 3            | 0,03         |
|                |                 |                |              |              |
| Inscrits       | Inscrits        | Inscrits       | 21 948       | 60,00        |
| Votants        | Votants         | Votants        | 8 779        | 40,00        |
| Abstention     | Abstention      | Abstention     | 13 169       | 29,20        |
| Blancs et nuls | Blancs et nuls  | Blancs et nuls | 22           | 0,26         |
| Exprimés       | Exprimés        | Exprimés       | 8 757        | 99,74        |